# Aggiornamento del Catasto Terreni
L'aggiornamento del catasto terreni, in Italia è effettuato a cura degli uffici tecnici erariali, in genere a seguito di una istanza di variazione; o periodicamente, per verifiche e aggiornamenti.

## Tipo frazionamento
Il tipo di frazionamento che individua gli attuali nuovi confini e ha valore giuridico e catastale, la sua redazione comporta:
Operazioni preliminari in cui il professionista richiede un estratto 
di mappa per tipo di frazionamento relativo alla particella e accerta i dati tecnici della medesima, essi vanno riportati nell'apposito modello 51 in carta lucida e nella parte grafica dovrà essere completato con i risultati del frazionamento;
Operazioni di rilievo planimetrico in cui l'oggetto del rilievo deve essere inquadrato nella rete dei punti fiduciali;
Elaborazione dei dati e predisposizione degli atti di aggiornamento in cui al tecnico è richiesto di produrre un elaborato che possa, sulla base delle misure assunte in campagna ricostruire la geometria dell'oggetto del rilievo;
Redazione degli elaborati tecnici in cui il professionista deve presentare all'ufficio tecnico erariale firmati i seguenti elaborati:
- Il modello 51 che è un foglio in carta lucida che contiene il risultato del lavoro di frazionamento, i dati censuari delle particelle originarie, e i dati del professionista;
- Il modello 51 F TP che contiene in triplice copia a ricalco la dimostrazione numerica del frazionamento, ovvero il risultato per quanto riguarda superficie e redditi, riporta i dati delle particelle originarie e di quelle derivate.
- L'oggetto del rilievo che può essere introdotto direttamente sul modello 51 e deve contenere solo l'oggetto del rilievo e non devono essere necessariamente riportate le misure;
- Lo schema del rilievo che è la dimostrazione grafica di come è avvenuto il frazionamento, redatto in opportuna scala, riportante lo schema delle operazioni di rilievo;
- Il libretto delle misure che è un elaborato che contiene le indicazioni di tutte le osservazioni assunte direttamente sul terreno e di quelle calcolate;
- La relazione tecnica che è un allegato che contiene tutte le osservazioni del tecnico e le giustificazioni relative al contenuto degli elaborati;
- Le monografie dei punti fiduciali che sono le richieste della creazione di nuovi punti fiduciali con relativa documentazione fotografica;
- Il floppy disk che è il dischetto del  programma Pregeo contenente le informazioni metriche;

Trattamento del tipo di frazionamento in cui il tecnico accerta la conformità degli elaborati del professionista.
Questa procedura ormai obsoleta dall'entrata in vigore (01-01-2007) della procedura Pregeo 9 che prevede la dematerializzazione degli elaborati.

## Tipo mappale
Il tipo mappale in cui i possessori di  particelle sulle quali vengono edificati fabbricati hanno l'obbligo di denunciare ciò all'ufficio tecnico erariale mediante modello 3\SPC o denuncia di cambiamento e del relativo tipo mappale essi vanno presentati in due copie e in carta libera quest'ultimo va redatto sul modello 51 con le stesse norme indicate per il tipo di frazionamento;

## Tipo particellare
L'articolo 7 del D.P.R. n. 650/1972, integrato da successive circolari, ha istituito l'obbligo di presentazione di tale elaborato ogni qualvolta non ci sia corrispondenza fra la configurazione o la superficie catastale di una particella trasferita e la sua rappresentazione in mappa.
L'oggetto del rilievo è costituito dall'intera particella trasferita. L'elaborato, nel quale viene riprodotta la configurazione della particella, deve essere corredato di tutte le misure idonee a consentire la determinazione della superficie effettiva.
Per la redazione del tipo  particellare si usano gli stessi modelli e si applicano le stesse norme che valgono per il tipo di frazionamento.